# Microdosing
Microdosing (seltener in deutscher Übersetzung Mikrodosierung genannt) beschreibt den Einsatz von pharmakologischen Wirkstoffen in extrem kleinen Dosierungen. Entsprechend der Dosis-Wirkungs-Beziehung treten dabei Wirkungen und Nebenwirkungen weniger intensiv auf. Anwendung findet Microdosing bei der Entwicklung von Arzneistoffen sowie bei der Einnahme von Psychedelika.

## Microdosing in der Entwicklung von Medikamenten
Überlegungen zum Microdosing in der pharmazeutischen Industrie und in Medizinkreisen begannen Mitte der 1990er Jahre. Durch Microdosing, typischerweise die Gabe von einem Hundertstel der als wirksamen bekannten und üblichen Dosierung, können die Verteilung von Pharmaka im Organismus (Pharmakokinetik) und bestimmte Wirkungen des Pharmakons, z. B. welche Rezeptoren besetzt werden (Pharmakodynamik), bei zu vernachlässigenden Nebenwirkungen untersucht werden.
2006 setzte die Europäische Arzneimittel-Agentur (EMA) die Rahmenbedingungen für klinische Studien mit Microdosing an Menschen fest. Ziel ist es, Tierversuche zu vermindern bzw. gänzlich zu vermeiden, durch Extrapolation Nebenwirkungen beim Menschen abzuschätzen und zu einer effektiveren Medikamentenentwicklung zu gelangen. Die US-amerikanische Food and Drug Administration FDA gab ähnliche Vorgaben heraus. Im klinischen Zusammenhang wird beim Microdosing von einer „sub-therapeutischen Phase 0“ gesprochen, im Unterschied zur Phase 1, bei der eine erheblich höhere wirksame Dosis gegeben wird. Um das Verhalten einer Mikrodosis im Organismus zu verfolgen, werden in den letzten Jahren entwickelte hochempfindliche Messmethoden verwendet, die teils radioaktiv markierte Moleküle nutzen.
Es wurden mittlerweile einige grundlegende experimentelle Studien (unter Verwendung von in ihren Eigenschaften gut bekannten Molekülen/Pharmaka) durchgeführt, in denen sich zeigte, dass sich minimale Mengen dieser Moleküle im menschlichen Organismus praktisch identisch wie größere Mengen verhalten.

## Microdosing von Psychedelika
Aus dem Silicon Valley kommt der Trend, Psychedelika (wie z. B. LSD und Psilocybinhaltige Pilze) etwa zweimal wöchentlich in sehr geringen Mengen einzunehmen. Auch kaum erforschte LSD-Analoga wie 1V-LSD werden für Microdosing verwendet. Mittlerweile ist dieser Trend nicht nur in Kreativberufen verbreitet: Laut einer 2021 unter mehr als 5.200 Psychedelika-Konsumenten durchgeführten Umfrage hat ein Viertel von ihnen Microdosing betrieben. Schaut man nicht spezifisch auf Menschen, die solche Substanzen konsumieren, sondern die Allgemeinbevölkerung, zeigt sich in einer Studie mit 11,299 Erwachsenen, dass etwa 2,7 % Microdosing (Lebenszeitprävalenz) betrieben.

### Ziele
Die erhofften Wirkungen können recht unterschiedlich sein, zum Beispiel Steigerung der Kreativität, Steigerung der Konzentration oder Minderung psychiatrischer Symptome wie Ängste, Depressionen oder ADHS. Einige Anwender berichten auch von einem erleichterten Absetzen von Psychopharmaka, z. B. Antidepressiva.

### Formen
Es ist wichtig, zwischen drei Formen von so genanntem Microdosing von Psychedelika zu unterscheiden. Alle drei Formen sind in Internet-Einträgen als „Microdosing“ dokumentiert.
1. Die Einnahme einer sehr geringen Dosis eines Psychedelikums wie LSD (5–15 Mikrogramm oral) oder Psilocybin (2–3 mg oral), bei der keinerlei Wirkung spürbar ist, aber doch zustande kommen soll;
2. die regelmäßige Einnahme der vorgenannten sehr geringen Dosen alle drei Tage über einen Zeitraum von Wochen;
3. Die Einnahme von geringen Dosen, die eine spürbare Wirkung hervorrufen (wie 20–50 Mikrogramm LSD oral oder 4–6 mg Psilocybin oral). Dies wurde auch als Minidosing bezeichnet.

Diese drei Formen zu unterscheiden ist auch von Bedeutung, da häufig alles unter der Bezeichnung Microdosing abgehandelt wird und somit ganz unterschiedliche Einnahmeformen zusammengeworfen werden. Das erschwert bzw. verunmöglicht natürlich eine Erfassung und Beurteilung möglicher Wirkungen.

### Wirksamkeit
Studien aus den 1950er und 1960er Jahren mit LSD zeigten noch eher störende Wirkungen auf Konzentration, Kreativität und andere geistige Fähigkeiten. Viele der untersuchten Dosen lagen aber oberhalb den heute üblichen Mikrodosen.
Eine nach strengen methodischen Standards durchgeführte und die Placeboeffekte weitestgehend ausschließende Studie (2019) zeigte bei keiner Dosis zwischen 5 und 20 Mikrogramm LSD einheitliche subjektive Effekte, jedoch war eine im Vergleich zur Kontrollgruppe signifikant verbesserte Kurzzeitwahrnehmung zu beobachten. Die im Versuch beobachtete Verlängerung der Reproduktionszeit von Zeitintervallen weist auf eine aufmerksamssteigernde und das Arbeitsgedächtnis verbessernde Wirkung von Microdosing hin.
In den letzten Jahren nahmen sich zudem einige Umfragestudien dieses Phänomens an. So untersucht etwa die englische Beckley Foundation zusammen mit dem Imperial College seit 2018, ob den berichteten Wirkungen des Microdosings ein Placebo-Effekt zugrunde liegen könnte. Aufgrund ihrer generell fehleranfälligeren Methodik sind die Schlussfolgerungen von Umfragestudien jedoch begrenzt.
Wenig untersucht sind bisher regelmäßige Gaben von Mikrodosen, z. B. alle drei Tage über mehrere Wochen.
Eine neuseeländische Studie von 2023 testete 80 männliche Probanden ohne psychische Vorerkrankungen und anderen ausschließenden Krankheiten mit 10 Mikrogramm LSD jeden dritten Tag für sechs Wochen. Im doppelten Blindversuch nahmen 40 Probanden die Droge, 40 ein Placebo. Es wurde der Einfluss auf das Schlafverhalten der Teilnehmer untersucht. Es wurde festgestellt, dass die LSD-Gruppe durchschnittlich 24 Minuten länger schlief, nicht aber an dem Tag der Einnahme der Droge. Suresh Muthukumaraswamy, einer der Wissenschaftler, kündigte im New Scientist (No3447) weitere Untersuchungen von Microdosing zur Auswirkung auf die Stimmung bei depressiv Kranken an.